# Ceán Chaffin
Ceán Chaffin (Los Ángeles; 26 de junio de 1957) es una productora de cine estadounidense, reconocida por su colaboración frecuente con el director estadounidense David Fincher. Junto a su equipo de productores obtuvo una nominación a un Premio Óscar por las películas El curioso caso de Benjamin Button (2008) y La red social (2010). Ganó además en los premios AFI por su trabajo en las mencionadas películas y por The Girl with the Dragon Tattoo (2011). Actualmente está casada con David Fincher.

## Filmografía
- The Game (1997)
- Fight Club (1999)
- Panic Room (2002)
- Zodiac (2007)
- The Curious Case of Benjamin Button (2008)
- La red social (2010)
- The Girl with the Dragon Tattoo (2011)
- Gone Girl (2014)
- Mindhunter (2017)

## Premios y distinciones
Óscar
| Año  | Categoría      | Película                           | Resultado |
| ---- | -------------- | ---------------------------------- | --------- |
| 2009 | Mejor película | El curioso caso de Benjamin Button | Nominada  |